# ラッデストルフ
ラッデストルフ (ドイツ語: Raddestorf) は、ドイツ連邦共和国ニーダーザクセン州のニーンブルク/ヴェーザー郡に属す町村（以下、本項では便宜上「町」と記述する）である。この町はザムトゲマインデ・ウフテを構成する自治体の一つである。

## 地理
ラッデストルフはデュンマー自然公園とシュタインフーダー・メーア自然公園との間に位置し、ズーリンゲンとミンデンとのほぼ中間にあたる。ノルトライン＝ヴェストファーレン州との州境に面している。

### 自治体の構成
- フッデストルフ
- ディーアストルフ
- グレーゼビルデ
- ラッデストルフ
- イェンホルスト
- クライネンヘールゼ
- グリッセン
- クロイツクルク
- ハリエンシュテット

## 行政

### 議会
ラッデストルフの町議会は13議席からなる。

### 首長
名誉職の町長にはハインリヒ・シュテルホルン (CDU) が2001年9月9日選出された。

## 経済と社会資本

### 交通
この町はシュトルツェナウからペータースハーゲンに至る連邦道B215号線およびミンデンからブレーメンに至るB61号線に面している。

## 引用
1. ↑  Landesamt für Statistik Niedersachsen, LSN-Online Regionaldatenbank, Tabelle A100001G: Fortschreibung des Bevölkerungsstandes, Stand 31. Dezember 2023